# Juba (Fluss)
Der Juba oder Jubba (Somali Jubba [d͡ʒubːɑ], italienisch Giuba) ist ein 1658 km langer Strom, dessen Quellflüsse im äthiopischen Bergland entspringen und an der somalischen Küste in den Indik mündet.

## Verlauf

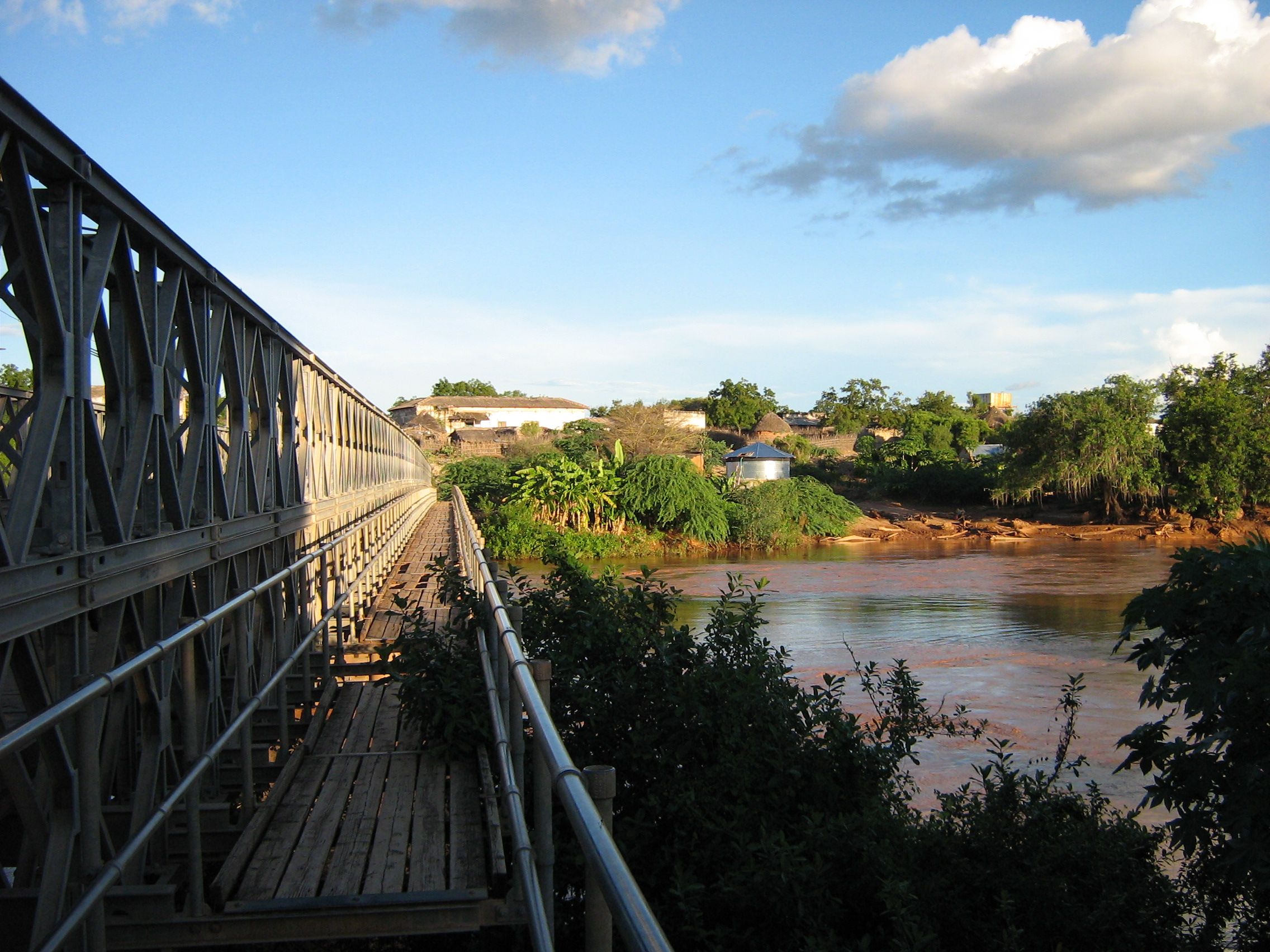
Brücke über den Juba in Baardheere, Somalia

Die aus dem Somali-Hochland Äthiopiens kommenden Quellflüsse Dawa und Ganale vereinigen sich bei Dolo an der somalischen Grenze zum Juba. Von dort fließt er knapp 900 km in südliche Richtung. Erst kurz vor der Mündung nimmt er seine beiden Nebenflüsse Shabelle und Lagh Dera auf. Der größere davon ist der Shabelle; dieser im Unterlauf meistens ausgetrocknete Zufluss ist in regenreichen Jahren sogar länger als der Juba und hat ein größeres Einzugsgebiet als dieser. Der Lagh Dera erreicht meist noch nicht einmal die Grenze zu Somalia.
An dessen Ufer liegt die südwestsomalische Region Jubaland, das wasserreichste Gebiet des Landes. Bei starken Regenfällen kommt es zu Überschwemmungen am Juba, die Dörfer und Felder im Umland gefährden.

## Hydrometrie
Der Fluss fällt regelmäßig im Winter und Frühjahr trocken. Die durchschnittliche monatliche Durchströmung des Flusses Juba gemessen an der hydrologischen Station von Lugh Ganana, einer Stadt etwa 540 Kilometer flussaufwärts von der Mündung(in m³/s). Berechnet mit den Daten eines Zeitraums von 28 Jahren, 1951–1979.
- Diagrammdaten:
- Definition |
- Rohdaten |
- Hilfe

## Einzugsgebiet

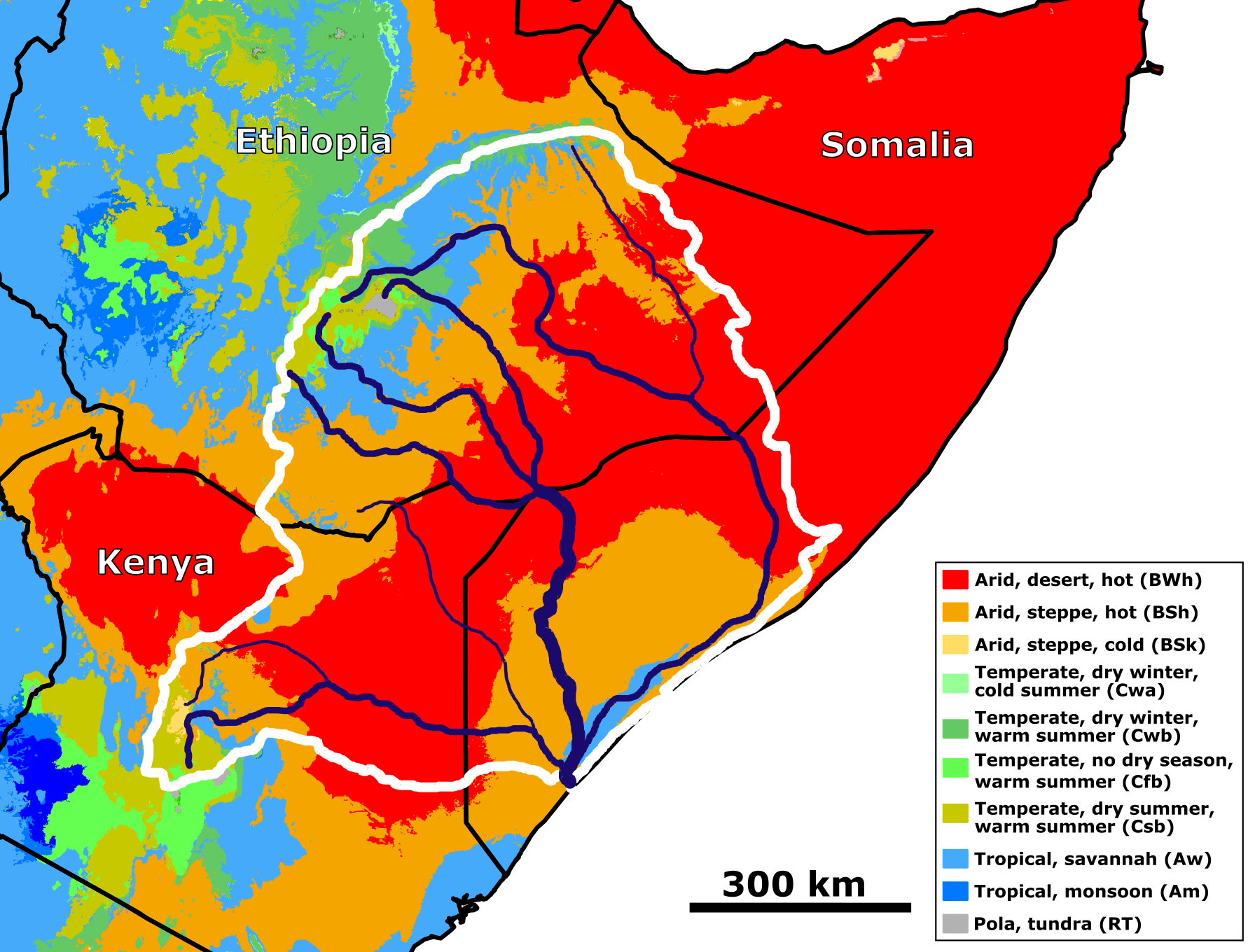
Die Klimabedingungen im Einzugsgebiet des Juba

Das Einzugsgebiet des Juba wird mit Werten zwischen 500.000 und 750.000 km² angegeben. Knapp die Hälfte der Fläche liegt in Äthiopien. Den Rest teilen sich Kenia und Somalia etwa hälftig.
Ähnlich dem Shabelle und dem Lagh Dera, erhält er nur im Oberlauf relevante Mengen an Wasser. Bei seinem Weg durch die Somalische Wüste verliert er zunehmend Wasser. Zudem wird er zur Bewässerung genutzt. Weder der Shabelle, noch der aus Kenia kommende Laag Dheera tragen zu Gesamtabfluss bei, da beide für gewöhnlich den Juba nur bei Hochwasser erreichen.
| Einzugsgebiet     | Quadratkilometer in Äthiopien | Quadratkilometer in Kenia | Quadratkilometer in Somalia | Gesamt  | Prozent des Einzugsgebietes |
| ----------------- | ----------------------------- | ------------------------- | --------------------------- | ------- | --------------------------- |
| Shabelle          | 188.700                       | 0                         | 108.300                     | 297.000 | 39,7                        |
| Jubba-Genale-Dawa | 143.650                       | 11.000                    | 66.300                      | 221.000 | 29,5                        |
| Laag Dheera       | 17.000                        | 180.000                   | 34.000                      | 231.000 | 30,8                        |
| Fläche gesamt     | 349.350                       | 191.000                   | 208.600                     | 749.000 | 100                         |
| Prozent           | 46,6                          | 25,5                      | 27,9                        | 100     |                             |

## Namensverwendung
Die Kriegspartei Juba-Tal-Allianz in Somalia leitet ihren Namen von dem Fluss ab, desgleichen die beiden Verwaltungsregionen Jubbada Dhexe (Mittel-Jubba) und Jubbada Hoose (Unter-Jubba) und die 1924–1926 separat bestehende italienische Kolonie Oltre Giuba.
Die im Jahr 1998 gegründete somalische Fluggesellschaft Jubba Airways und ihre kenianische Tochtergesellschaft sind nach dem Fluss benannt.